# 小行星5691
小行星5691（5691 Fredwatson）是一颗绕太阳运转的小行星，为主小行星带小行星。该小行星于1992年3月26日发现。

## 轨道参数
小行星5691的轨道半长轴为2.3337329 UA，离心率为0.117。